# Agenesia de veia cava
Agenesia da veia cava  é uma malformação rara. Sua causa mais comum é a disgenesia durante a embriogênese, mas também pode estar relacionada a trombose intrauterina ou perinatal. Normalmente é assintomática, em associação, ou não, com outras malformações congênitas, e pode cursar com maior risco de insuficiência venosa crônica e trombose venosa profunda, especialmente em jovens. Seu diagnóstico frequentemente é acidental, durante cirurgias ou procedimentos radiológicos.